# Thunderbolt and Lightfoot
Thunderbolt and Lightfoot (titulada Un botín de 500.000 dólares en España, Especialista en el crimen en Hispanoamérica) es una película policíaca estadounidense de 1974. Escrita y dirigida por Michael Cimino, sus protagonistas son Clint Eastwood, Jeff Bridges, George Kennedy y Geoffrey Lewis. Por su papel de Lightfoot, Jeff Bridges fue nominado al premio Óscar a mejor actor de reparto.

## Argumento
John Doherty (Clint Eastwood), apodado «Thunderbolt» (en inglés thunderbolt significa «rayo» o «relámpago»), es un atracador retirado, cuyo agudo ingenio y nervios de acero lo han convertido en un maestro de su profesión. Se ganó su apodo de «Thunderbolt» por recurrir habitualmente al uso de un cañón automático de 20 mm para destruir las paredes de las cajas fuertes de los bancos que asaltaba. Sin embargo, está a punto de volver a la actividad criminal con un nuevo socio: «Lightfoot» (en inglés: «pie ágil», interpretado en la pantalla por Jeff Bridges), un joven vividor cuya energía y exuberancia ofrecen al veterano una nueva perspectiva de vida. Su objetivo: el aparentemente impenetrable Banco de Montana. Tras formar una alianza incómoda con los dos antiguos compinches de «Thunderbolt» (el duro Red Leary, interpretado por George Kennedy y el ingenuo Eddie Goody, interpretado por Geoffrey Lewis), los cuatro trazarán un plan increíble que pondrá a prueba su fortaleza... y amistad.

## Reparto
- Clint Eastwood: Thunderbolt
- Jeff Bridges: Lightfoot
- George Kennedy: Red Leary
- Geoffrey Lewis: Eddie Goody
- Gary Busey: Curly
- Catherine Bach: Melody
- Jack Dodson: director de banco
- Gregory Walcott: vendedor de coches
- Vic Tayback: propietario de una constructora
- Bill McKinney: el conductor chiflado que transporta conejos en su automóvil

## Producción
En un principio Clint Eastwood quería dirigir la película, pero tal fue la insistencia de Cimino en convertirse en director de ella que Eastwood accedió a que la dirigiese. El rodaje se desarrolló en la zona de Montana y duró 42 días. Ocurrió entre julio y septiembre de 1973 y contó con un presupuesto de 4 millones de dólares. Durante todo el rodaje de la producción cinematográfica Cimino se preocupó por tener satisfecho a Eastwood, por lo que el rodaje transcurrió sin mayores complicaciones.

## Recepción
Con una recaudación de 25 millones de dólares, el filme tuvo éxito en la taquilla y también recibió buenas críticas. También fue el comienzo de la breve pero intensa carrera cinematográfica de Michael Cimino.